# Le Français (1948)
Pour les articles homonymes, voir Français (homonymie).
Le Français  est un trois-mâts barque à double coque bois, construit au Danemark en 1948 pour la Royal Greenland Trading Department (en) et rénové en 1983 pour les besoins du cinéma. Le Kaskelot a été racheté, en septembre 2018, par France Armement et est géré depuis par la société Marine Évènements. Il a été rebaptisé Le Français en hommage au Français, navire de Jean-Baptiste Charcot lors de sa première expédition (1903-1905) en Antarctique.
Son port d'attache est maintenant Saint-Malo .

## Histoire

### Pavillon danois
Le navire a été construit par le chantier naval J. Ring-Andersen de Svendborg, au Danemark, pour le compte de la Royal Greenland Trading Company. Il est lancé en 1948, sous le nom de Kaskelot (littéralement « cachalot » en danois). Ce navire en bois gréé en ketch, et doté d'une double coque, sert initialement comme ravitailleur pour le Groenland. Par la suite il est utilisé comme navire de soutien de pêche aux îles Féroé.

### Pavillon britannique
Racheté en 1983 par le milliardaire britannique Robin Davies, le Kaskelot est transformé en trois-mâts barque.
En 1984, il rejoint le Groenland, et y est utilisé, au cinéma, pour représenter le Terra Nova du capitaine Scott, puis  le Fram de Nansen.
Robin Davies l'intègre ensuite à sa société The Square Sail Fleet, port d'attache à Bristol, qui acquiert et rénove également l'Earl of Pembroke et le Phoenix. La flotte est destinée au tournage de films, téléfilms et séries.
Le Kaskelot apparaît dans les productions suivantes :
- The Last Place on Earth (1985)
- Revolution (1985)
- Return to Treasure Island (en) (1986)
- Élémentaire, mon cher... Lock Holmes (1988)
- Les Naufragés de l'île aux pirates (1990)
- Les  Trois Mousquetaires (1993)
- Beaumarchais, l'insolent (1995)
- L'Île aux pirates (1995)
- La Rivière Espérance (1995)
- Au cœur de la tourmente (1997)
- A Respectable Trade (en) (1998)
- David Copperfield (1999)
- Longitude (en) (2000)
- Shackleton (2002)
- Amazing Grace (2006)
- Alice au pays des merveilles (2010)

Le Kaskelot sert également pour la formation des jeunes marins et pour des croisières, avec ses trois cabines passagers.
En 2005, il participe aux célébrations du 200e anniversaire de la bataille de Trafalgar à Portsmouth.

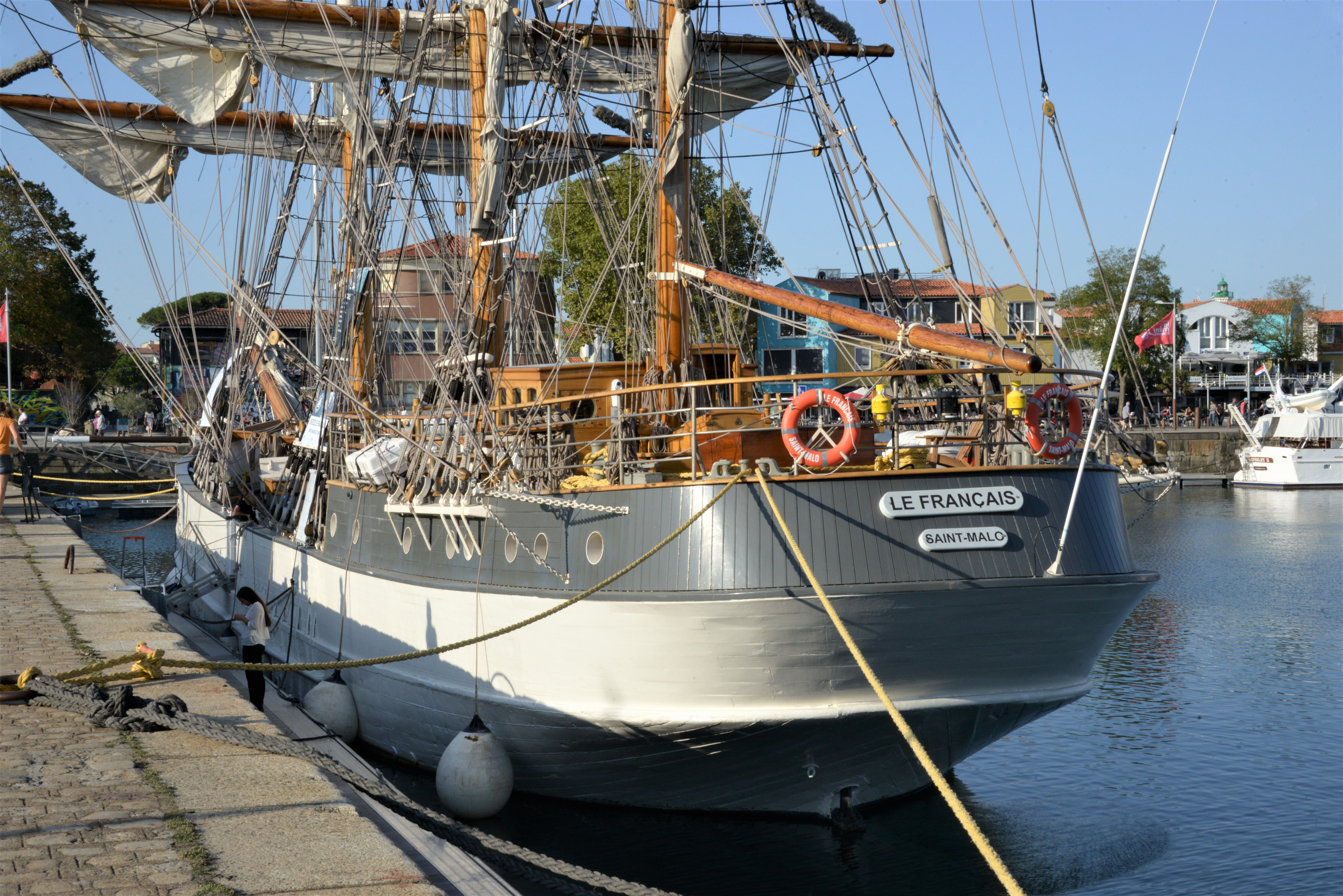
Le Français à La Rochelle en 2019.

### Pavillon français
En septembre 2018, le Kaskelot est racheté par France Armement. Il est géré depuis par la société Marine Évènements. Il est alors rebaptisé Le Français en hommage au navire de Jean-Baptiste Charcot, le Français, lors de sa première expédition en Antarctique (1903-1905).
Depuis il travaille principalement avec l'École des Pôles et l'Association du Grand Voilier École

## Service
Comme d'autres vieux gréements, il a embarqué du fret pour la compagnie maritime de transport à la voile TransOceanic Wind Transport (TOWT), créée en 2009.

## Participation à des rassemblements de grands voiliers

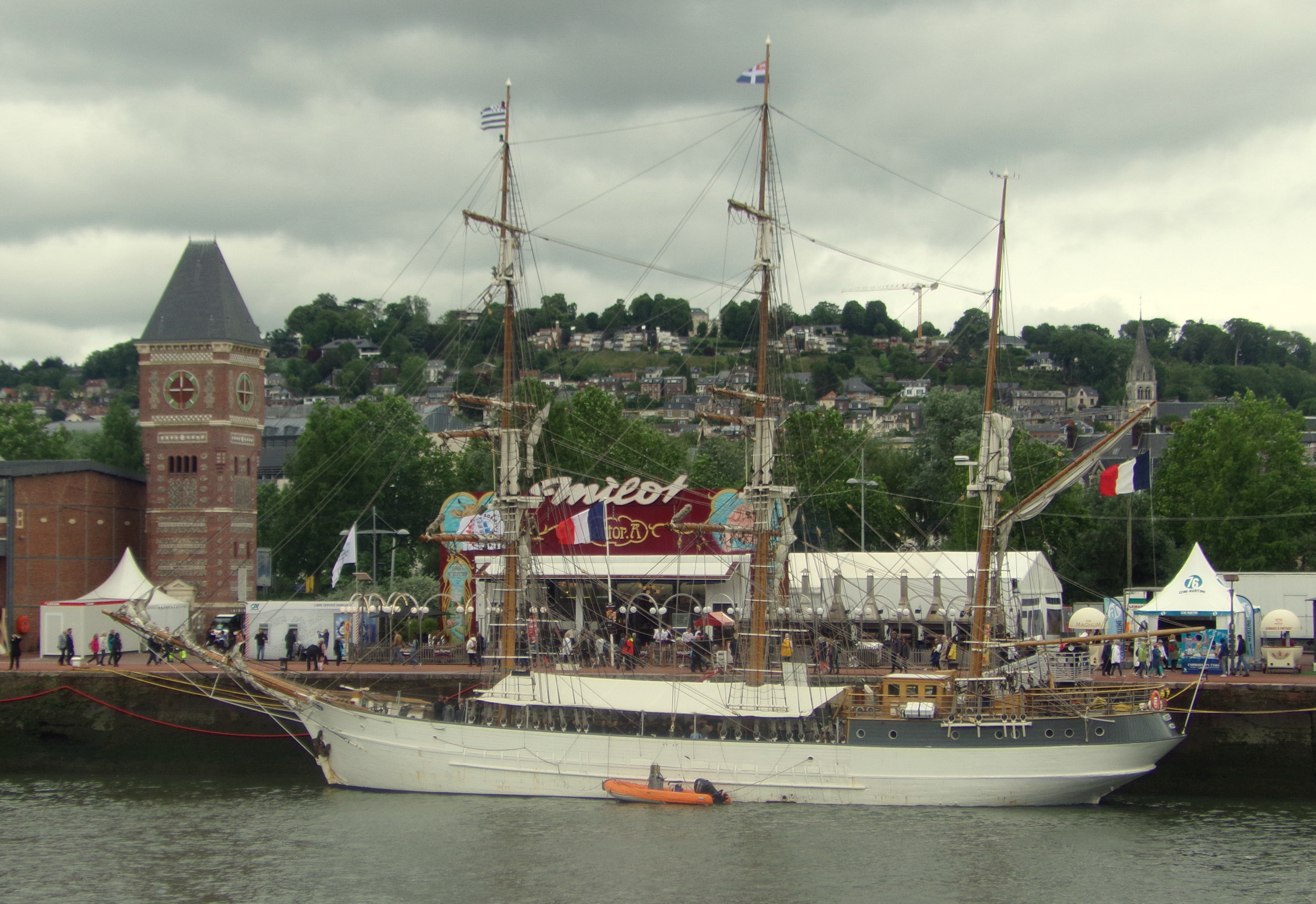
Le Français à l'Armada de Rouen en 2019.

Le Kaskelot / Le Français a participé à de nombreux grands rassemblements de voiliers comme :
- Voiles de la liberté en 1989.
- Armada de la liberté en 1994.
- Armada du siècle en 1999.
- Armada Rouen 2003.
- Fêtes maritimes de Brest : Brest 2008, Brest 2016, Brest 2024.
- Temps fête Douarnenez 2018
- Armada Rouen 2019.
- Fécamp Grand'Escale 2022
- Lorient Océans  en 2022
- Armada 2023 (Rouen)